# Colleen Atwood
Pour les articles homonymes, voir Atwood.
Colleen Atwood, née le 25 septembre 1948 à Yakima, est une costumière américaine.
Elle a reçu l’Oscar de la meilleure création de costumes pour Chicago, Mémoires d'une geisha, Alice au pays des merveilles ainsi que pour Les Animaux fantastiques. Elle collabore régulièrement avec les réalisateurs Tim Burton, Jonathan Demme et Rob Marshall.

## Carrière
Au début des années 1970, elle étudie la peinture à l'université Cornish de Seattle avant de travailler comme vendeuse, notamment pour la boutique Yves Saint Laurent de Seattle. Elle s'installe à New York en 1980 et reprend des études d'art à l'université de New York. Elle commence sa carrière au cinéma comme assistante de la chef décoratrice Patrizia von Brandenstein sur Ragtime (1981) de Miloš Forman après une rencontre de hasard. Elle est pour la première fois chef costumière sur Firstborn (1984) de Michael Apted. Elle travaille ensuite avec le décorateur Fernando Scarfiotti sur les costumes et les décors du film du concert de Sting Bring on the Night (1985), ce qui lui apporte une certaine renommée. Elle dessine par la suite les costumes de scène des autres concerts de Sting et ceux de ses clips.
Elle s'installe à Los Angeles en 1990. En travaillant sur Joe contre le volcan (1990), elle rencontre Tim Burton par l'intermédiaire du chef décorateur Bo Welch. C'est le début d'une longue collaboration avec le réalisateur pour qui elle crée les costumes d'Edward aux mains d'argent (1990), Ed Wood (1994), Mars Attacks! (1996), Sleepy Hollow (1999), La Planète des singes (2001), Big Fish (2003), Sweeney Todd : Le Diabolique Barbier de Fleet Street (2007), Alice au pays des merveilles (2010) et Dark Shadows (2012).
Parmi les autres réalisateurs avec qui elle collabore régulièrement se trouvent Jonathan Demme, pour qui elle crée les costumes de Veuve mais pas trop (1988), Le Silence des agneaux (1991), Philadelphia (1993) et Beloved (1998), ainsi que Rob Marshall, avec qui elle travaille sur Chicago (2002), Mémoires d'une geisha (2005), Nine (2009) et Into the Woods (2014).
Elle est également, depuis 2016, la chef costumière attitrée de la saga Les Animaux fantastiques.
Elle a deux filles : Tracy, née en 1987, et Charlotte, née en 1989, et vit dans un ranch sur les collines de Pacific Palisades.

## Filmographie

### Années 1980
- 1986 : Le Sixième Sens de Michael Mann
- 1987 : Toubib malgré lui de Michael Apted
- 1987 : Traquée de Ridley Scott
- 1988 : Veuve mais pas trop de Jonathan Demme
- 1988 : Comme un cheval fou, de David Anspaugh
- 1988 : Torch Song Trilogy de Paul Bogart

### Années 1990
- 1990 : La Servante écarlate de Volker Schlöndorff
- 1990 : Joe contre le volcan de John Patrick Shanley
- 1990 : Edward aux mains d'argent de Tim Burton
- 1991 : Le Silence des agneaux de Jonathan Demme
- 1991 : Rush de Lili Fini Zanuck
- 1992 : Lorenzo de George Miller
- 1993 : Quand l'esprit vient aux femmes, de Luis Mandoki
- 1993 : Philadelphia de Jonathan Demme
- 1994 : Cabin Boy d'Adam Resnick
- 1994 : Wyatt Earp de Lawrence Kasdan
- 1994 : Ed Wood de Tim Burton
- 1994 : Les Quatre Filles du docteur March de Gillian Armstrong
- 1996 : La Jurée de Brian Gibson
- 1996 : That Thing You Do! de Tom Hanks
- 1996 : Petits meurtres entre nous, de Jim Wilson
- 1996 : Mars Attacks! de Tim Burton
- 1997 : Bienvenue à Gattaca d'Andrew Niccol
- 1998 : Le Témoin du Mal de Gregory Hoblit
- 1998 : Beloved de Jonathan Demme
- 1999 : Mumford, de Lawrence Kasdan
- 1999 : Sleepy Hollow de Tim Burton

### Années 2000
- 2001 : Le Mexicain de Gore Verbinski
- 2001 : La Planète des singes de Tim Burton
- 2002 : Chicago de Rob Marshall
- 2003 : Big Fish de Tim Burton
- 2004 : Les Désastreuses Aventures des orphelins Baudelaire de Brad Silberling
- 2005 : Mémoires d'une geisha de Rob Marshall
- 2006 : Mission impossible 3 de J. J. Abrams
- 2007 : Sweeney Todd : Le Diabolique Barbier de Fleet Street de Tim Burton
- 2009 : Public Enemies de Michael Mann
- 2009 : Nine de Rob Marshall

### Années 2010
- 2010 : Alice au pays des Merveilles de Tim Burton
- 2010 : The Tourist de Florian Henckel von Donnersmarck
- 2011 : Rhum express de Bruce Robinson
- 2011 : Time Out d'Andrew Niccol
- 2012 : Dark Shadows de Tim Burton
- 2012 : Blanche-Neige et le Chasseur de Rupert Sanders
- 2012 : Arrow (série télévisée)
- 2014 : Big Eyes de Tim Burton
- 2014 : Into the Woods de Rob Marshall
- 2014 : Flash (série télévisée)
- 2015 : Hacker (Blackhat) de Michael Mann
- 2015 : Supergirl (série télévisée)
- 2016 : Le Chasseur et la Reine des glaces (The Huntsman: Winter's War) de Cédric Nicolas-Troyan
- 2016 : Alice de l'autre côté du miroir de James Bobin
- 2016 : Miss Peregrine et les Enfants particuliers de Tim Burton
- 2016 : Les Animaux fantastiques de David Yates
- 2018 : Tomb Raider de Roar Uthaug
- 2018 : Les Animaux fantastiques : Les Crimes de Grindelwald de David Yates
- 2019 : Dumbo de Tim Burton
- 2019 : La Belle et le Clochard (Lady and the Tramp) de Charlie Bean
- 2019 : Scandale (Bombshell)  de Jay Roach

### Années 2020
- 2022 : Les Animaux fantastiques : Les Secrets de Dumbledore de David Yates
- 2023 : Marchands de douleur (Pain Hustlers) de David Yates
- 2023 : La Petite Sirène (The Little Mermaid) de Rob Marshall
- 2024 : Beetlejuice Beetlejuice de Tim Burton
- 2025 : Kiss of the Spider Woman de Bill Condon

## Distinctions
Cette section récapitule les principales récompenses et nominations obtenues par Colleen Atwood. Pour une liste plus complète, se référer à l'Internet Movie Database.

### Récompenses

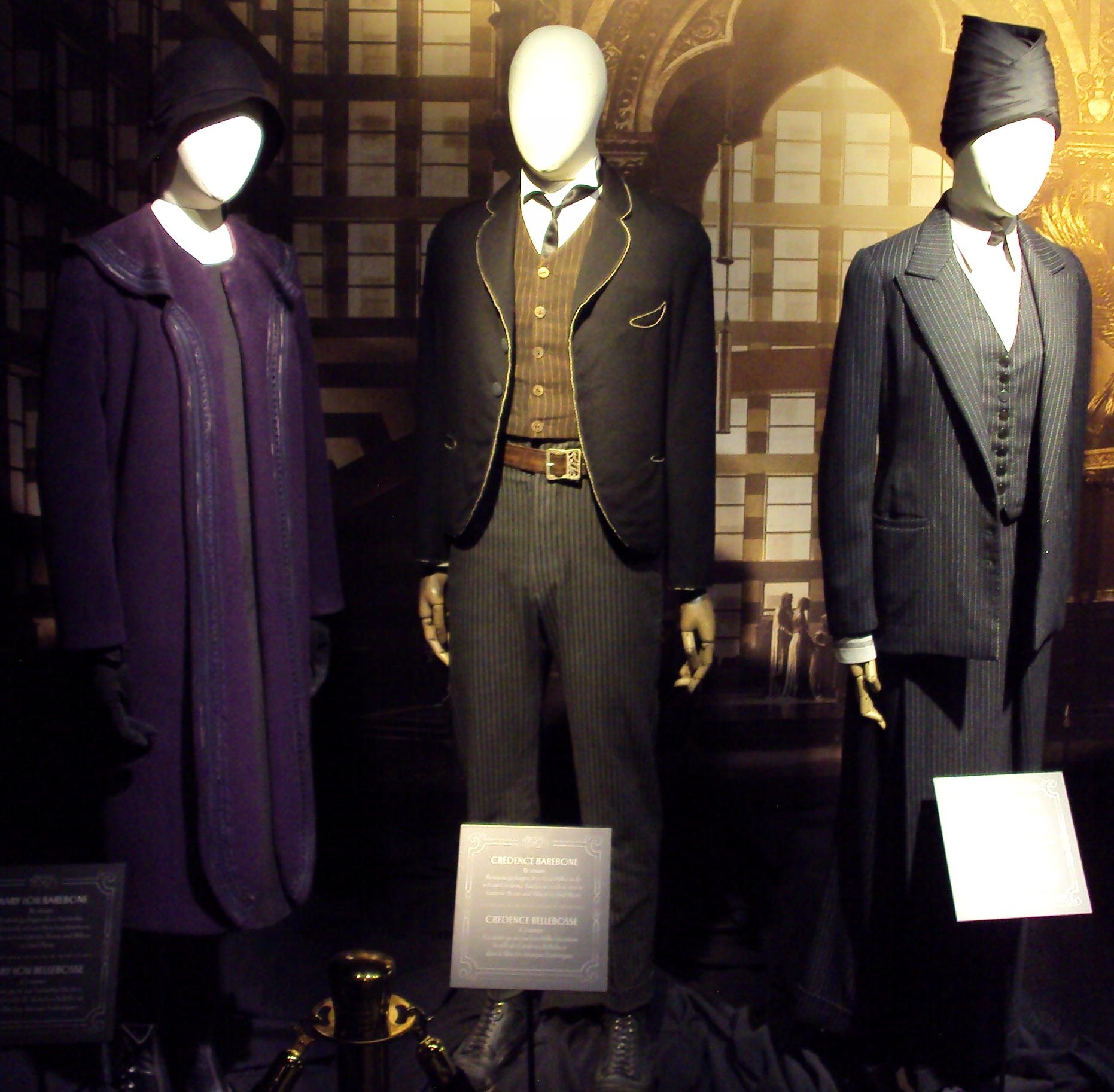
Quelques costumes de Colleen Atwood, de style années 1920, confectionnés pour le film Les Animaux fantastiques et exposés à Bruxelles.

- Oscar de la meilleure création de costumes pour 
  - Chicago en 2003
  - Mémoires d'une geisha en 2006
  - Alice au pays des Merveilles en 2011
  - Les Animaux fantastiques en 2017
- British Academy Film Award des meilleurs costumes
  - Sleepy Hollow en 2000
  - Mémoires d'une geisha en 2006
  - Alice au pays des Merveilles en 2011
- Saturn Award des meilleurs costumes
  - Sweeney Todd : Le Diabolique Barbier de Fleet Street en 2008
  - Alice au pays des Merveilles en 2011
- Satellite Award des meilleurs costumes
  - Sleepy Hollow en 2000
  - Alice au pays des Merveilles en 2010
- Costume Designers Guild Awards
  - Sleepy Hollow en 2000
  - Chicago en 2003
  - Les Désastreuses Aventures des orphelins Baudelaire en 2005
  - Mémoires d'une geisha en 2006
  - Sweeney Todd : Le Diabolique Barbier de Fleet Street en 2008
  - Alice au pays des Merveilles en 2011

### Nominations
- Oscar de la meilleure création de costumes pour 
  - Les Quatre Filles du docteur March en 1995
  - Beloved en 1999
  - Sleepy Hollow en 2000
  - Les Désastreuses Aventures des orphelins Baudelaire en 2005
  - Sweeney Todd : Le Diabolique Barbier de Fleet Street en 2008
  - Nine en 2010
  - Blanche-Neige et le Chasseur en 2013
  - Into the Woods en 2015
- British Academy Film Award des meilleurs costumes pour 
  - Edward aux mains d'argent en 1992
  - Les Quatre Filles du docteur March en 1995
  - La Planète des singes en 2002
  - Chicago en 2003
  - Sweeney Todd : Le Diabolique Barbier de Fleet Street en 2008
  - Blanche-Neige et le Chasseur en 2013
  - Les Animaux fantastiques en 2017